# Antitraslazione

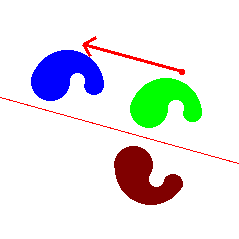

Le antitraslazioni (o, equivalentemente, glissosimmetrie, glissoriflessioni, simmetrie con scorrimento) sono quelle isometrie del piano euclideo che si ottengono da una simmetria assiale {\displaystyle S} composta con una traslazione {\displaystyle T} lungo una retta parallela all'asse di {\displaystyle S}.
Tali isometrie sono sempre invertenti, in quanto composizione di una invertente (la simmetria assiale) ed una non invertente (la traslazione).

## Equivalenza delle definizioni
In generale, la composizione di isometrie non gode della proprietà commutativa.
Ciononostante, il vincolo sul parallelismo permette di considerare la definizione data equivalente alla seguente:
Vengono dette antisimmetrie quelle isometrie del piano euclideo che si ottengono componendo una traslazione {\displaystyle T} con una simmetria assiale {\displaystyle S} avente l'asse parallelo alla direzione di {\displaystyle T}
Detto in altre parole, se una simmetria assiale ed una traslazione hanno rispettivamente l'asse e la direzione paralleli, allora commutano.
Infatti, l'effetto di una simmetria assiale {\displaystyle S} su un qualsiasi punto del piano è sempre una traslazione di direzione perpendicolare all'asse di {\displaystyle S} e di modulo {\displaystyle 2d}, dove {\displaystyle d} è la distanza del punto dall'asse di {\displaystyle S}. Quando si va a comporre {\displaystyle S} con una traslazione {\displaystyle T} di direzione perpendicolare all'asse di {\displaystyle S}, {\displaystyle d} non cambia; aggiungendo che la composizione di traslazioni è commutativa, si ha che, per ogni punto {\displaystyle X,S(T(X))=T(S(X))}, ovvero {\displaystyle S}o{\displaystyle T}={\displaystyle T}o{\displaystyle S}. In sostanza, si può associare ogni punto con un rettangolo: l'antitraslazione è la diagonale, se si compone simmetria e traslazione in un senso si fa percorrere al punto lati adiacenti, se si inverte l'ordine di composizione gli si fa percorrere gli altri due lati.
Si può dimostrare, inoltre, che questo è il solo caso in cui una traslazione e una simmetria assiale commutano. È anche per questo motivo che le antitraslazioni sono solitamente considerate una classe particolarmente interessante delle isometrie del piano.

## Osservazioni
- Una simmetria assiale può essere considerata come un caso particolare di antitraslazione, in cui la componente della traslazione ha modulo 0 (è l'identità).